# Peter Adolf Reincke
Peter Adolf Reincke (* 7. April 1818 in Königsberg; † 8. Dezember 1886 in Berlin) war ein deutscher Arzt und Hochschuldozent sowie Politiker des Allgemeinen Deutschen Arbeitervereins (ADAV).
Reincke studierte Medizin und schloss das Studium mit der Promotion ab. Zwischen 1860 und 1868 arbeitete er als leitender Arzt des städtischen Krankenhauses in Hagen. Dort gehörte er der neugegründeten Freimaurerloge "Victoria zur Morgenröthe" an.
Reincke war Mitglied des ADAV und von 1864 bis 1868 Stadtverordneter in Hagen. Von 1867 bis 1868 war er Mitglied des Norddeutschen Reichstages. Damit war er einer der ersten sozialdemokratischen Parlamentarier in Deutschland. Im November 1867 wurde Reincke aus dem ADAV ausgeschlossen.
Seit 1868 lebte Reincke als praktischer Arzt später mit dem Titel eines Sanitätsrates in Berlin. Außerdem war er zwischen 1872 und 1879 Dozent für Gewerbliche Gesundheitspflege an der Gewerbeakademie in Berlin und von 1879 bis zu seinem Tod an der Technischen Hochschule in Berlin.

## Veröffentlichungen
- Collecta quaedam ad irritationem accuratius diagnoscendam. Dalkowski, Königsberg 1840.(Dissertatio Inauguralis)
- An meine Wähler. Berlin, den 18. Juni 1868. (In: Demokratisches Wochenblatt Nr. 26 vom 27. Juni 1868, S. 206 f.)